# Sigmund Bergmann
Leonhard Sigmund Ludwig Bergmann (* 9. Juni 1851 in Tennstedt; † 7. Juli 1927 in Berlin) war ein deutschamerikanischer Unternehmer und Erfinder.

## Die amerikanischen Jahre (1870 bis 1890)
Bereits im Alter von 18 Jahren wanderte Bergmann aus seiner thüringischen Heimat in die USA aus und siedelte sich in New York an. Dort schlug er sich zunächst mit Hilfsarbeiten durch, bevor etwa 1875 Thomas Alva Edison wegen seines Arbeitseifers und Geschicks bei der Ausführung ihm übertragener Aufgaben auf ihn aufmerksam wurde. 
Durch diverse, von Bergmann entwickelte Instrumente gelang es ihm schnell, überdurchschnittlich viel Geld zu verdienen. 1876 hatte er so viel Geld zusammen, dass er in der Wooster Street in New York seine erste eigene Werkstatt aufbauen konnte, in der im Auftrag von Edison die ersten zum Verkauf bestimmten Phonographen hergestellt wurden. 
Bald folgten Telefonübertragungseinrichtungen, die er für Western Union herstellte. Parallel dazu richtete er noch ein Testlabor für die von Edison zur kommerziellen Nutzung entwickelten Glühlampen ein. Dazu wurde in seiner Werkstatt eigens ein Generator zur Stromerzeugung installiert. Edisons Laboratorien befanden sich zu dieser Zeit noch in Menlo Park in New Jersey. 1879 wurden dann die ersten Glühlampen der Öffentlichkeit vorgestellt, die Edison zusammen mit Bergmann entwickelt hatte. 
Auf der Pariser Elektrizitätsausstellung 1881 waren die Glühlampen die „epochale Sensation“. In Zusammenhang mit dieser Ausstellung besuchte Bergmann, der inzwischen US-amerikanischer Staatsbürger geworden war und dessen Werkstatt mittlerweile bereits 50 Beschäftigte hatte, auch erstmals nach 16 Jahren wieder Deutschland. Inzwischen war die Gründung des Deutschen Reiches erfolgt, und Industrie und Handel erlebten einen starken Aufschwung. Bei seinem ersten Berlin-Besuch erkannte Bergmann die Bedeutung dieser Stadt für die noch junge, aber sich dank Werner von Siemens schon kräftig entwickelnde Elektroindustrie.
Mit dem starken Wachstum von Bergmanns Betrieb stiegen im April 1881 zunächst Edward H. Johnson und im September 1882 Edison in die Firma ein, die nunmehr S. Bergmann & Company hieß. Man errichtete neue Fabrikgebäude in New York City an der Ecke Avenue B und East 17th Street. Die Firma konzentrierte sich auf die Herstellung der von Edison und Bergmann entwickelten Schraubsockel und anderen Teile für die neue elektrische Beleuchtung. Später wurde das Produktionsspektrum deutlich erweitert, so zum Beispiel auf Telefon-Vermittlungseinrichtungen, Installationsmaterial, Schalter und Schreibmaschinen. Nach Edisons Aussage war die Firma sowohl geschäftlich als auch wissenschaftlich überaus erfolgreich. 
Als im Jahr 1889 die Firma auf 1500 Beschäftigte gewachsen war, beschloss Edison, alle Firmen seines inzwischen verstreut gewachsenen Imperiums in der Edison General Electric Company zusammenzufassen. Bergmann verkaufte seine Anteile und ging zurück nach Deutschland.

## Die Schaffung eines Industrie-Imperiums in Berlin (1890 bis 1927)

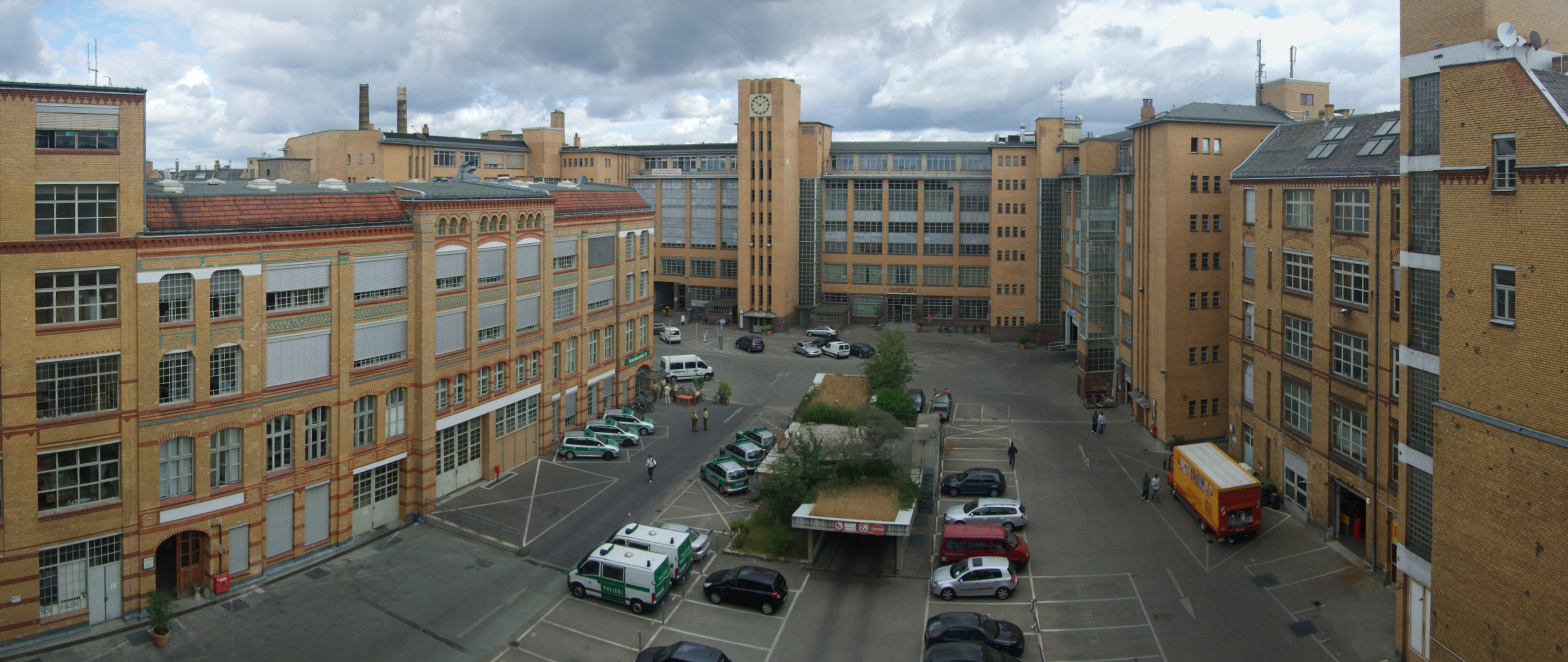
OsramHöfe im ehemaligen Osram-Werk B, den früheren Bergmann-Elektricitäts-Werken, Seestraße 64 (Berlin-Wedding)

Mit dem Erlös der Anteile des Edison-Verkaufs gründete er an der Fennstraße in Berlin-Moabit 1891 die offene Handelsgesellschaft (oHG) Sigmund Bergmann & Co., wo er zunächst ähnliche Artikel wie zuletzt in New York herstellte. Bereits 1893 wurde die Firma in eine Aktiengesellschaft umgewandelt und trug dann den Namen Bergmann Electricitäts-Werke Aktien-Gesellschaft. Nachdem einige Patente, die Bergmann besaß, Ende der 1890er Jahre erloschen waren, musste er seine Produktionspalette erweitern. Nun wurden auch Dynamos, Elektromotoren und elektrische Steuereinrichtungen hergestellt.
Nachdem sich Bergmann zunächst noch regelmäßig zwischen New York und Berlin bewegt hatte, verlegte er 1899 seinen Wohnsitz endgültig nach Berlin. Ab 1904 stellte er die Bergmann-Metallfadenlampe her. 1906 initiiert er die Gründung der Concordia Elektrizitäts AG in Köln als Vertriebsgesellschaft. Da das bisherige Firmengelände in Moabit zu klein geworden war, begann er im selben Jahr mit dem Bau neuer Anlagen in dem Areal zwischen der Seestraße, Oudenarder Straße, Groninger Straße und Liebenwalder Straße in Berlin-Wedding. Aber auch dieses Gelände erwies sich bald als zu klein, und er erwarb ein 76.000 m² großes Gelände im damals noch außerhalb Berlins liegenden Ortsteil Wilhelmsruh in der Gemarkung des Dorfes Rosenthal. Während man sich im Wedding auf die Glühlampenproduktion konzentrierte (1910 erreichte diese einen täglichen Ausstoß von 16.000 Metallfaden-Lampen), begann Bergmann in Wilhelmsruh mit der Produktion von Dampfturbinen, später auch von Elektrolokomotiven und -automobilen. Größter Abnehmer der Turbinen waren Werften, die Schiffe für die Kaiserliche Marine bauten. Ein weit verbreitetes und nach ihm benanntes Produkt war auch das hier hergestellte Bergmannrohr.
Die schnelle Expansion forderte aber bald ihren Tribut. Aufgrund fehlender Reservenbildung und einer krisenanfälligen Finanzstruktur wurde 1912 eine Beteiligung der Siemens-Schuckertwerke GmbH an den Bergmann-Werken erforderlich. Bergmann behielt zwar die technische Leitung, die kaufmännische Leitung aber lag bei Siemens-Schuckert. 1912 wurde Sigmund Bergmann von der Technischen Hochschule Darmstadt die Ehrendoktorwürde (Dr.-Ing. E. h.) verliehen und er in der Begründung als „weitblickender Techniker und erfolgreicher Organisator“ gerühmt. Ab 1913 verstärkte die Bergmann AG ihr Engagement in der Automobilproduktion. Mit Ausbruch des Ersten Weltkrieges wurden große Teile der Bergmann-Werke auf Rüstungsproduktion umgestellt.
Bergmann erwarb 1918 das Schloss Hohenfels in Coburg als Ruhesitz und ließ es von dem Berliner Architekten Otto Rehnig seinen Bedürfnissen anpassen.
Nach Kriegsende konzentrierte sich das Unternehmen wieder verstärkt auf die Produktion von Kraftwerkseinrichtungen und elektrischen Gütern.
Am 7. Juli 1927 starb Sigmund Bergmann in Berlin. Beigesetzt wurde er auf dem Waldfriedhof in München. Das Grab befindet sich im Gräberfeld 127-W-49 im alten Teil des Friedhofs.
Das Werk in Berlin-Wilhelmsruh produzierte weiter unter seinem Namen. 1949 wurde es zum VEB Bergmann-Borsig.

## Die Automobilproduktion

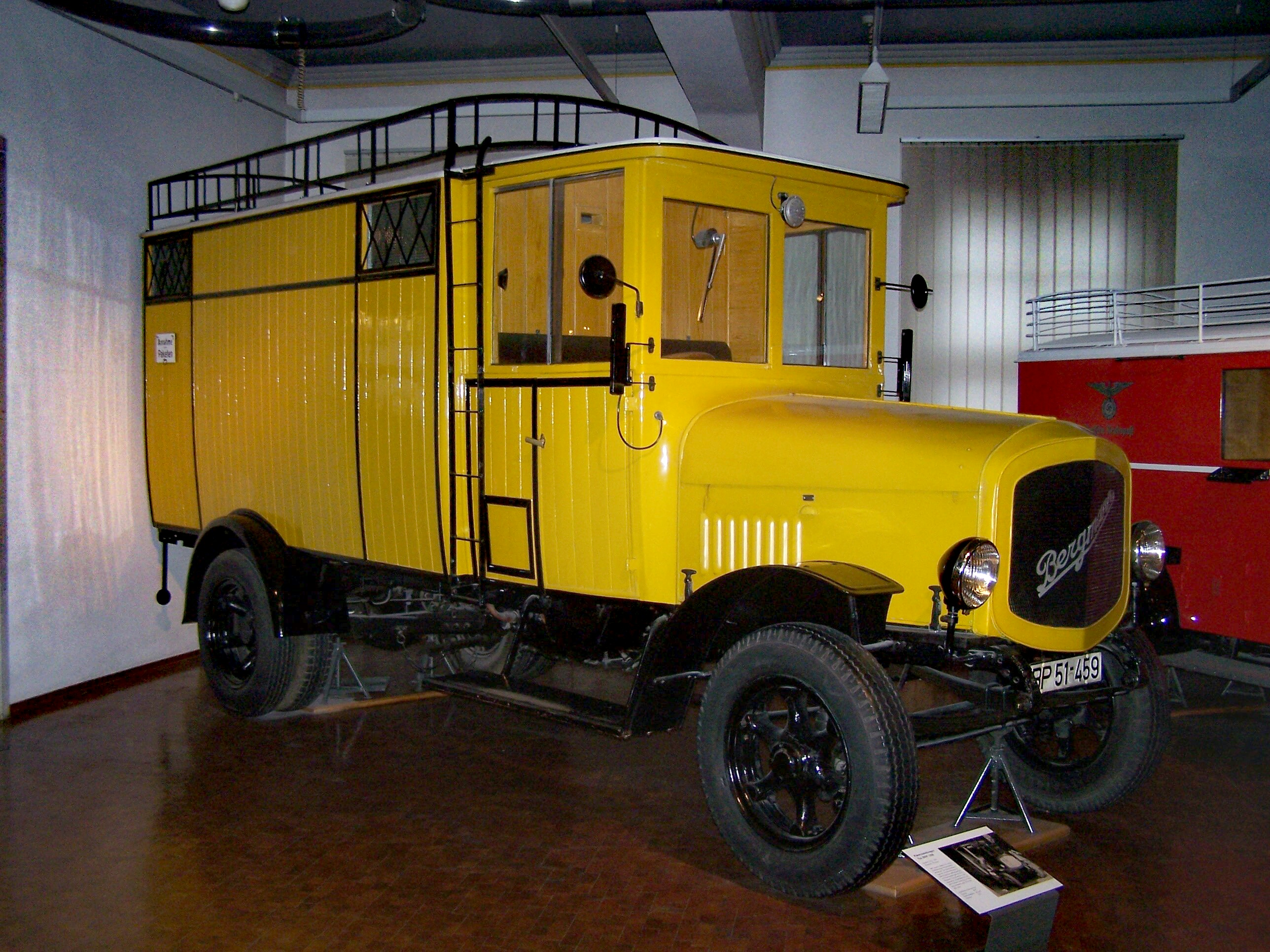
Post-Elektro-LKW von Bergmann

Im Jahr 1909 wurde von Sigmund Bergmann eine separate Automobilfabrik im Werksgelände errichtet. Nach Lizenzen der belgischen Firma Métallurgique wurden PKW gefertigt. 1910 wurde die Pkw-Fabrik mit dem anderen Werk vereinigt. 
Ab 1911 wurden Nutzfahrzeuge als Elektro-LKW mit Radnabenmotoren gebaut. Auch LKW mit Zentralmotoren (Elektro-Unterflur-Mittelmotor) und Kardanantrieb wurden hergestellt. 1912 wurden 2-Tonnen-LKW mit 24 PS und 4-Tonnen-LKW mit 32 PS gefertigt. Während des Ersten Weltkriegs wurden Heereslastkraftwagen mit 3,5 und 4,5 Tonnen gebaut, die 38 und 40 PS hatten. Als damalige Besonderheit wurden LKW mit Zweiblockmotoren gebaut, die zur Kurbelwelle seitlich versetzte Zylinder hatten. Auch LKW als 1,5-Tonner und andere spezielle LKW-Typen wurden produziert.
Als der Krieg vorbei war, wurde die Nutzfahrzeugproduktion gedrosselt und mit Benzinmotoren ausgestattet. In der Zeit wurden dann nur noch Elektrofahrzeuge hergestellt. 

## Ehrungen
Im Jahr 1997 wurde im Zuge des Baus der Wasserstadt Spandau im Berliner Ortsteil Hakenfelde eine Straße nach Sigmund Bergmann benannt.